# Condado de Międzyrzecz
Condado de Międzyrzecz (polaco: powiat międzyrzecki) é um powiat (condado) da Polónia, na voivodia da Lubúsquia. A sede do condado é a cidade de Międzyrzecz. Estende-se por uma área de 1387,83 km², com 58 288 habitantes, segundo o censo de 2005, com uma densidade de 42 hab/km².

## Divisões admistrativas
O condado possui:
Comunas urbana-rurais: Międzyrzecz, Skwierzyna, Trzciel
Comunas rurais: Bledzew, Przytoczna, Pszczew
Cidades: Międzyrzecz, Skwierzyna, Trzciel

## Demografia
População (dados de 30 de Junho de 2005):
|          | Total   | Total | Mulheres | Mulheres | Homens  | Homens |
| -------- | ------- | ----- | -------- | -------- | ------- | ------ |
|          | pessoas | %     | pessoas  | %        | pessoas | %      |
| Total    | 58 288  | 100   | 29 566   | 50,7     | 28 722  | 49,3   |
| Cidades  | 31 086  | 100   | 16 020   | 51,5     | 15 066  | 48,5   |
| Povoados | 27 202  | 100   | 13 546   | 49,8     | 13 656  | 50,2   |